# Phyllanthus sarasinii
Phyllanthus sarasinii är en emblikaväxtart som beskrevs av André Guillaumin. Phyllanthus sarasinii ingår i släktet Phyllanthus och familjen emblikaväxter. Inga underarter finns listade i Catalogue of Life.